# ...And Then You Shoot Your Cousin
| Recensione | Giudizio |
| ---------- | -------- |
| AllMusic   |          |

...And Then You Shoot Your Cousin è l'undicesimo album discografico in studio del gruppo musicale statunitense The Roots, pubblicato nel maggio 2014.

## Tracce
1. Theme From The Middle Of The Night (interpretato da Nina Simone) – 1:27
2. Never (feat. Patty Crash) – 3:54
3. When The People Cheer (feat. Greg Porn) – 3:01
4. The Devil (interpretato da Mary Lou Williams) – 0:38
5. Black Rock (feat. Dice Raw) – 2:41
6. Understand (feat. Dice Raw & Greg Porn) – 2:50
7. Dies Irae (interpretato da Michel Chion) – 1:07
8. The Coming (feat. Mercedes Martinez) – 3:01
9. The Dark (Trinity) (feat. Dice Raw & Greg Porn) – 5:17
10. The Unraveling (feat. Raheem DeVaughn) – 4:17
11. Tomorrow (feat. Raheem DeVaughn) – 5:06